# Nepal nos Jogos Olímpicos de Verão de 2004
Nepal competiu nos Jogos Olímpicos de Verão de 2004, em Atenas, na Grécia.